# Collagen

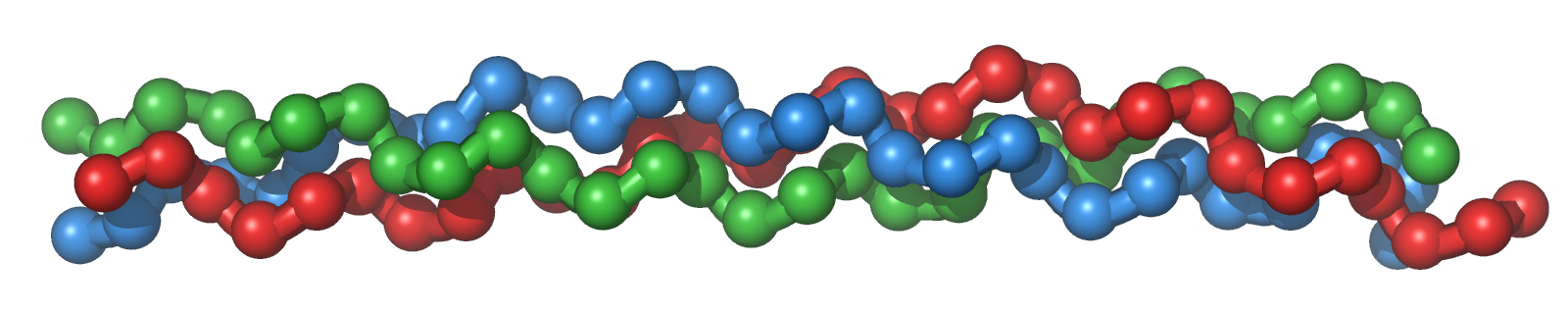
Phân tử Tropocollagen: ba Procollagen thuận tay trái (đỏ, xanh lá cây, xanh dương) tham gia để tạo thành một xoắn ốc Tropocollagen.

Collagen /ˈkɒlədʒɪn/ là cấu trúc chính protein trong không gian ngoại bào trong nhiều mô liên kết trong cơ thể. Collagen tồn tại ở khắp nơi trong cơ thể chúng ta với 70% của lớp hạ bì của làn da, 20% của xương, 50% của khớp, xấp xỉ 100% của giác mạc. Là thành phần chính của mô liên kết, nó là protein có nhiều nhất ở động vật có vú, tạo ra 25% đến 35% hàm lượng protein toàn cơ thể. Collagen bao gồm amino acid liên kết với nhau để tạo thành xoắn ba của các sợi kéo dài. Nó chủ yếu được tìm thấy trong các mô sợi như gân, dây chằng và da.
Tùy thuộc vào mức độ khoáng hóa, các mô collagen có thể cứng (xương), mềm (gân) hoặc có một độ cứng dao động từ cứng đến mềm (sụn). Nó cũng có nhiều trong giác mạc, mạch máu, ruột, đĩa đệm và ngà răng. Trong mô cơ, nó đóng vai trò là thành phần chính của endomysium. Collagen cấu thành 1-2% mô cơ và chiếm 6% trọng lượng của các cơ bắp khỏe mạnh, gân guốc. Nguyên bào sợi là tế bào phổ biến nhất tạo ra collagen. Gelatin, được sử dụng trong thực phẩm và công nghiệp, là collagen đã bị thủy phân không thể phục hồi. Collagen có nhiều ứng dụng y tế trong điều trị các biến chứng của xương và da.
Tên collagen xuất phát từ tiếng Hy Lạp κόλλα (Kolla), có nghĩa là " keo ", và hậu tố -γέν, -gen, biểu thị "sản xuất". Điều này đề cập đến việc sử dụng ban đầu của hợp chất này trong quá trình đun sôi da và gân của ngựa và các động vật khác để lấy keo. Một sô nghiên cứu về chất này đã được đăng tải trên tạp chí Biomacromolecules.

## Phân loại
Hơn 90% collagen trong cơ thể người là loại I. Tuy nhiên, tính đến năm 2011, 28 loại collagen đã được xác định, mô tả và chia thành nhiều nhóm theo cấu trúc mà chúng hình thành:
- Fibrillar (Loại I, II, III, V, XI)
- Không fibrillar 
  - FACIT (Collibrens liên kết Fibril với ba trợ giúp bị gián đoạn) (Loại IX, XII, XIV, XIX, XXI)
  - Chuỗi ngắn (Loại VIII, X)
  - Màng tầng hầm (Loại IV)
  - Multiplexin (Nhiều miền ba chuỗi xoắn có gián đoạn) (Loại XV, XVIII)
  - MACIT (Collagens Associated Collagens with Interrupted Triple Helices) (Loại XIII, XVII)
  - Khác (Loại VI, VII)

Năm loại phổ biến nhất là:
- Loại I: da, gân, mạch máu, các cơ quan, xương (thành phần chính của phần hữu cơ của xương)
- Loại II: sụn (thành phần collagen chính của sụn)
- Loại III: reticulation (thành phần chính của sợi võng mạc), thường được tìm thấy cùng với loại I
- Loại IV: hình thành lamina cơ bản, lớp biểu mô tiết ra của màng đáy
- Loại V: bề mặt tế bào, tóc và nhau thai

## Sử dụng trong y tế

### Ứng dụng tim mạch
Khung xương tim collagen bao gồm bốn vòng van tim, được liên kết về mặt mô học, đàn hồi và duy nhất với cơ tim. Khung xương tim cũng bao gồm vách ngăn ngăn cách của buồng tim - vách ngăn liên thất và vách ngăn nhĩ thất. Sự đóng góp của collagen trong việc xét nghiệm hiệu suất của tim đại diện cho một lực xoắn liên tục trái ngược với cơ học chất lỏng của huyết áp do tim tạo ra. Cấu trúc collagen phân chia các buồng trên của tim từ các buồng dưới là một màng không thấm nước, loại trừ cả máu và xung điện thông qua các phương tiện sinh lý điển hình. Với sự hỗ trợ từ collagen, rung tâm nhĩ không bao giờ suy giảm thành rung tâm thất. Collagen được phân lớp theo mật độ thay đổi với khối lượng cơ tim. Khối lượng, phân phối, tuổi và mật độ của collagen đều góp phần vào sự tuân thủ cần thiết để di chuyển máu qua lại. Các tờ rơi van tim cá nhân được gấp lại thành hình bằng collagen chuyên dụng dưới áp suất thay đổi. Sự lắng đọng calci trong collagen xảy ra như một chức năng tự nhiên của lão hóa. Các điểm vôi hóa trong ma trận collagen cho thấy sự tương phản trong màn hình di chuyển của máu và cơ, cho phép các phương pháp của công nghệ hình ảnh tim đến các tỷ lệ chủ yếu cho biết máu trong (đầu vào tim) và máu ra (cung lượng tim). Bệnh lý của nền tảng collagen của tim được liệt kê trong phần danh mục bệnh mô liên kết.